# Rudimento

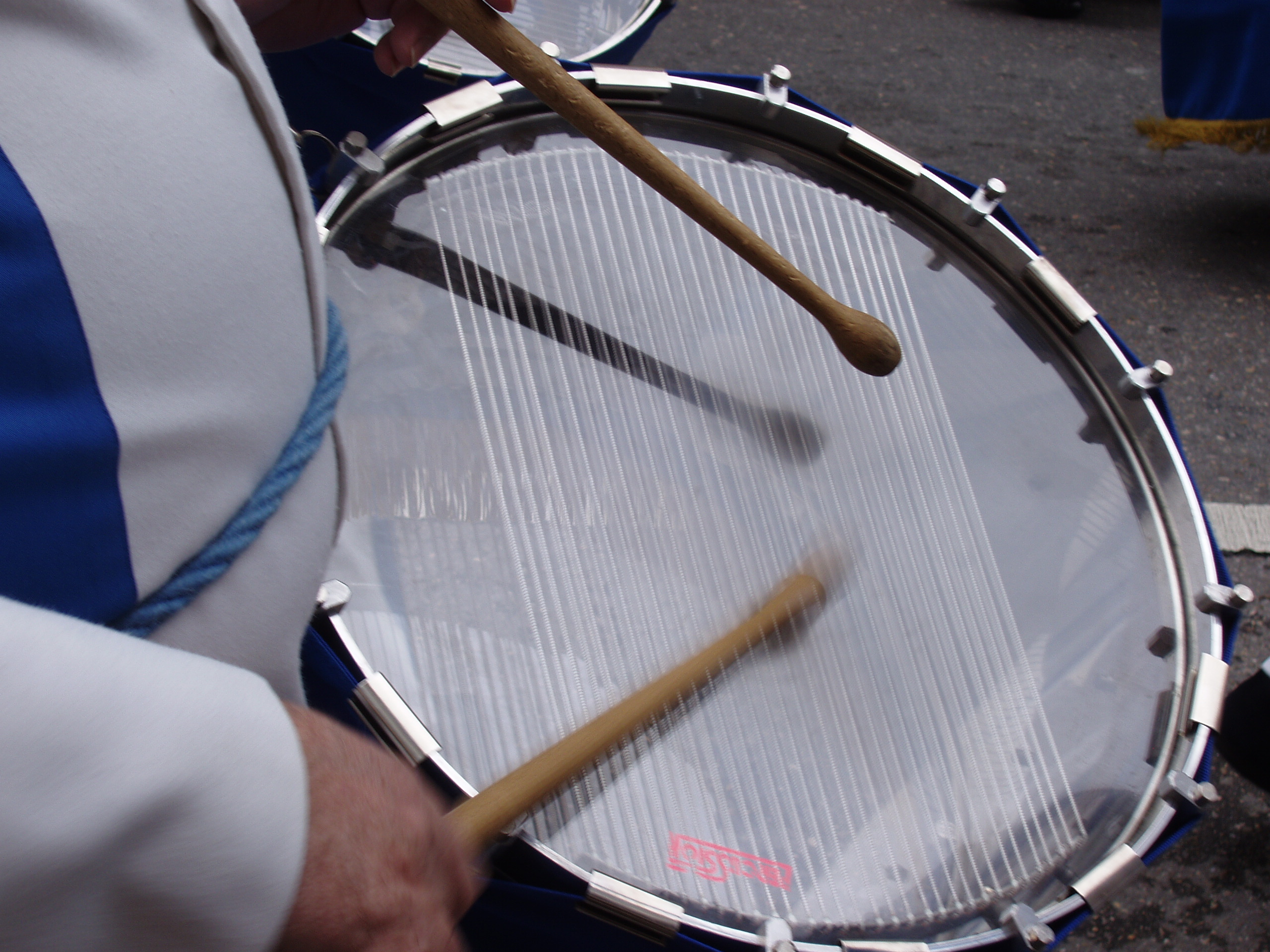
La caja es un instrumento de percusión sobre la que habitualmente se practican los rudimentos.

Un rudimento es un patrón básico usado en el estudio de instrumentos de percusión en los que se utilizan baquetas, especialmente la caja.

## Historia
El origen de los rudimentos puede ser rastreado hasta su origen militar, en concreto hasta su uso primigenio por los mercenarios suizos. Estos iban armados con picas, lo que exigía un alto de grado de coordinación cuando marchaban en formación. El sonido del tambor se usaba para marcar el tempo y comunicar órdenes con diferentes patrones de golpeo. Estos patrones se convirtieron en la base de los rudimentos de batería actuales.
El primer recopilatorio de rudimentos escritos se remonta a 1612 y fue editado en Basilea, Suiza. Otro de los lugares de nacimiento de estos patrones se sitúa en Francia, donde tamborileros profesionales eran parte de la guardia de honor del rey en los siglos XVII y XVIII. El oficio se fue perfeccionando durante el mandato de Napoleón.
Se han hecho numerosos intentos de formalizar una lista de rudimentos de tambor. La estadounidense National Association of Rudimental Drummers se formó en 1933 para fomentar el estudio de los rudimentos. En su reunión fundacional, la asociación eligió, de entre los veintiséis rudimentos seleccionados, los trece rudimentos "esenciales" que todo percusionista debía conocer. Ambos grupos de trece rudimentos forman los conocidos como veintiséis rudimentos originales.
Posteriormente en 1984 la Percussive Arts Society (PAS) reorganizaría y completaría ese grupo de rudimentos con otros catorce hasta formar los actuales cuarenta rudimentos de batería internacionales. El proyecto, llevado a cabo por el International Drum Rudiment Committee de la PAS, tardó cinco años en realizar dicha recopilación y clasificación.

## Terminología

El single stroke roll es el rudimento inicial, quizá el más sencillo. Se golpea alternativamente el tambor, un golpe con cada mano.

- Single stroke (golpe único o sencillo)

Un golpe produce una única nota percusiva. Hay cuatro rudimentos básicos de golpe único.
- Double stroke (golpe doble)

Un golpe doble consiste en dos golpes sencillos realizados con la misma mano, ya sea con la mano derecha (DD, en la notación utilizada habitualmente) o con la izquierda (II).
- Redoble

Se conocen como redobles diferentes técnicas para producir un sonido constante, sostenido.
- Diddle

Un diddle es un golpe doble realizado a la velocidad predominante de la pieza. Por ejemplo, si se está tocando un pasaje en semicorcheas, cualquier diddle se realizaría en semicorcheas.
- Paradiddle

Un paradiddle consiste en dos golpes sencillos seguidos de un golpe doble, (DIDD ó IDII). Cuando se tocan varios paradiddles sucesivamente, la primera nota siempre se alterna entre la mano derecha y la izquierda. De hecho, los paradiddles se usan frecuentemente para cambiar la mano de inicio del patrón.
- Flam

Un flam (o mordente) consiste en dos golpes sencillos tocados alternando las manos (DI o ID). El primer golpe es una leve apoyatura al que sigue un golpe más fuerte con la mano opuesta. Las dos notas se tocan casi simultáneamente, con la intención de que suenen como una nota única algo más larga. La distancia temporal entre la apoyatura y el segundo golpe variarán dependiendo del estilo y el contexto de la pieza tocada.
- Drag

Un drag es un golpe doble tocado a doble velocidad de la que se está utilizando en el contexto de la pieza. Por ejemplo, si se está tocando un pasaje en semicorcheas entonces cualquier drag que se interprete lo será en fusas. El drag se puede usar asimismo como adorno musical o apoyatura. Cuando se utiliza como tal tocando el tímpano, el drag se convierte en tres golpes únicos realizados alternativamente. (dID o iDI).

## Los cuarenta rudimentos internacionales de la Percussive Arts Society[nota 1]

### Rudimentos de redoble

#### Rudimentos de golpe único (Single-stroke roll)
Los rudimentos de golpe único (single-sroke roll) consisten en el golpeo alternativo (por ejemplo, DIDI, etc.) de velocidad y duración indeterminadas.
| Número | Nombre                                       | Notación | Descripción | National Association of Rudimental Drummers             | Ejemplo |
| ------ | -------------------------------------------- | -------- | --- | ------------------------------------------------------- | ------- |
| 1.     | Redoble de golpe único (Single Stroke Roll)* |          | Notas uniformemente espaciadas con un golpeo alternativo. Aunque habitualmente se practica de un modo veloz, incluso el golpeo alternativo en notas blancas (sólo dos notas por compás) es considerado un redoble de golpe único. | N.º 14 (primero del segundo grupo de trece rudimentos). |         |
| 2.     | Cuatro golpes sencillos (Single Stroke Four) |          | Cuatro notas tocadas con golpeo alternativo, habitualmente en forma de tresillo finalizado con una corchea (como en la imagen).                                                                                                   | no incluido                                             |         |
| 3.     | Siete golpes sencillos (Single Stroke Seven) |          | Siete notas golpeadas alternativamente por las dos manos, habitualmente a través de un seisillo seguido de una negra. | no incluido                                             |         |

#### Rudimentos de redoble de rebote múltiple (Multiple bounce roll rudiments)
| Número | Nombre                                             | Notación | Descripción | National Association of Rudimental Drummers | Ejemplo |
| ------ | -------------------------------------------------- | -------- | --- | ------------------------------------------- | ------- |
| 4.     | Redoble de rebote múltiple (Multiple Bounce Roll)* |          | Golpeos alternativos de cada mano sin un número específico de rebotes de cada uno de ellos. El sonido debe ser uniforme y continuo. También llamado "buzz roll" ("redoble de abeja").                              | no incluido                                 |         |
| 5.     | Redoble de golpe triple (Triple Stroke Roll)       |          | Golpeos alternativos de cada mano con tres golpes en el tambor cada uno. Cada golpe puede darse por rebote (manteniendo las muñecas firmes) o moviendo las muñecas en cada uno. También llamado "redoble francés". | no incluido                                 |         |

#### Rudimentos de redoble abierto con golpe doble (Double stroke open roll rudiments)
Hay diez variantes oficiales del redoble de golpe doble.
| Número | Nombre | Notación | Descripción | National Association of Rudimental Drummers       | Ejemplo |
| ------ | --- | -------- | --- | ------------------------------------------------- | ------- |
| 6.     | Redoble abierto con golpe doble (Double Stroke Open Roll), también llamado "Long Roll" ("redoble largo").* |          | Como el redoble de golpe único, habitualmente se practica de un modo veloz, pero incluso practicado lentamente, mientras se alternen diddles se considera un double stroke roll. Se ha de tocar de manera que cada nota individual pueda ser distinguida. | N.º 1                                             |         |
| 7.     | Redoble de cinco golpes (Five Stroke Roll)*                                                                |          | Dos diddles seguidos de una nota acentuada. | N.º 2                                             |         |
| 8.     | Redoble de seis golpes (Six Stroke Roll)                                                                   |          | Al contrario que la mayoría de rudimentos de golpe doble, el redoble de seis golpes se inicia con una nota sencilla acentuada, seguida de dos diddles y otra nota acentuada.                                                                              | no incluido                                       |         |
| 9.     | Redoble de siete golpes (Seven Stroke Roll)                                                                |          | Tres diddles seguidos de una nota acentuada. Habitualmente se trata de un seisillo al que sigue una nota negra. | N.º 3                                             |         |
| 10.    | Redoble de nueve golpes (Nine Stroke Roll)                                                                 |          | Cuatro diddles seguidos de una nota acentuada. | N.º 15 (segundo del segundo grupo de rudimentos). |         |
| 11.    | Redoble de diez golpes (Ten Stroke Roll)                                                                   |          | Cuatro diddles seguidos de dos notas acentuadas. | N.º 16 (tercero del segundo grupo de rudimentos). |         |
| 12.    | Redoble de once golpes (Eleven Stroke Roll)                                                                |          | Cinco diddles seguidos de una nota acentuada. | N.º 17 (cuarto del segundo grupo de rudimentos).  |         |
| 13.    | Redoble de trece golpes (Thirteen Stroke Roll)                                                             |          | Seis diddles seguidos de una nota acentuada. | N.º 18 (quinto del segundo grupo de rudimentos).  |         |
| 14.    | Redoble de quince golpes (Fifteen Stroke Roll)                                                             |          | Siete diddles seguidos de una nota acentuada. | N.º 19 (sexto del segundo grupo de rudimentos).   |         |
| 15.    | Redoble de diecisiete golpes (Seventeen Stroke Roll)                                                       |          | Ocho diddles seguidos de una nota acentuada. | no incluido                                       |         |

### Rudimentos dediddle
| Número | Nombre               | Notación | Descripción                                                   | National Association of Rudimental Drummers      | Ejemplo |
| ------ | -------------------- | -------- | ------------------------------------------------------------- | ------------------------------------------------ | ------- |
| 16.    | Paradiddle sencillo* |          | Dos notas alteradas seguidas de un diddle.                    | N.º 21 (octavo del segundo grupo de rudimentos). |         |
| 17.    | Doble Paradiddle     |          | Cuatro notas alteradas seguidas de un diddle.                 | N.º 11                                           |         |
| 18.    | Triple Paradiddle    |          | Seis notas alteradas seguidas de un diddle.                   | no incluido                                      |         |
| 19.    | Paradiddle-Diddle    |          | Dos golpes alternativos seguidos de dos diddles alternativos. | no incluido                                      |         |

### Rudimentos deflam
| Número | Nombre                                           | Notación | Descripción | National Association of Rudimental Drummers             | Ejemplo |
| ------ | ------------------------------------------------ | -------- | --- | ------------------------------------------------------- | ------- |
| 20.    | Flam*                                            |          | Dos golpes sencillos tocados alternando las manos. El primero es una leve apoyatura al que sigue un golpe más fuerte con la mano opuesta. Las dos notas se tocan casi simultáneamente, con la intención de que suenen como una nota única algo más larga. | N.º 4                                                   |         |
| 21.    | Flam acentuado (Flam accent)                     |          | Grupos alternativos de tres notas que se inician con un flam para seguir con dos golpes sencillos. | N.º 5                                                   |         |
| 22.    | Flam Tap                                         |          | Diddles alternados, con un flam en la primera nota de cada uno de ellos. | N.º 20 (séptimo del segundo grupo de rudimentos)        |         |
| 23.    | Flamacue                                         |          | Un grupo de cuatro notas seguido de una última nota en bajada; la primera y la última nota se realizan con un flam, y la segunda se acentúa. | N.º 7                                                   |         |
| 24.    | Flam Paradiddle                                  |          | Un paradiddle con un flam en la primera nota. También conocido como flamadiddle. | N.º 6                                                   |         |
| 25.    | Single Flammed Mill                              |          | Un paradiddle invertido (DDID, IIDI) con un flam en la primera nota de cada diddle. | No incluido                                             |         |
| 26.    | Flam Paradiddle-diddle                           |          | Se alternan paradiddle-diddles con flams en la primera nota de cada uno de ellos. | N.º 24 (decimoprimero del segundo grupo de rudimentos). |         |
| 27.    | Pataflafla                                       |          | Un patrón de cuatro notas con flams en la primera y la última. | No incluido                                             |         |
| 28.    | Tresillo de la Armada Suiza (Swiss Army Triplet) |          | Un flam hecho con la mano derecha seguido de un golpe con la derecha y otro con la izquierda o (usando la mano izquierda como directora) un flam hecho con la mano izquierda seguido de un golpe de izquierda y otro de derecha. A menudo se utiliza en vez del flam acentuado, ya que una repetición de flams acentuados incluye tres golpes con cada mano en cada vuelta, mientras en el tresillo sólo se realizan dos. | No incluido                                             |         |
| 29.    | Flam Tap invertido                               |          | Diddles alternados con un flam en la segunda nota de cada diddle. También conocido como tap flam. | No incluido                                             |         |
| 30.    | Flam Drag                                        |          | Grupos alternados de tres notas con la forma flam - drag - golpe. | No incluido                                             |         |

### Rudimentos dedrag
| N.º | Nombre                                         | Notación | Descripción | National Association of Rudimental Drummers                      |
| --- | ---------------------------------------------- | -------- | --- | ---------------------------------------------------------------- |
| 31. | Drag (también conocido como Half Drag o Ruff)* |          | Un sonido continuo alternado drags (o diddles) acaba en un Redoble de doble golpe. Un rudimento similar es el ruff, que es una nota con dos apoyaturas, pero habitualmente se alternan. |                                                                  |
| 32. | Drag sencillo (Single Drag Tap o Single Drag)  |          | Un drag sencillo consiste en dos notas alternativas en la que la primera tiene una apoyatura de drag y la segunda se acentúa.                                                           | N.º 9                                                            |
| 33. | Drag Doble (Double Drag Tap o Double Drag)     |          | Un drag doble es un drag sencillo con otra apoyatura de drag previa. | N.º 10                                                           |
| 34. | Lección 25                                     |          | Una "lección 25" consiste en tres notas alternadas donde la primera nota tiene una apoyatura de drag y la tercera se acentúa.                                                           | N.º 25 (decimosegundo del segundo grupo de rudimentos)           |
| 35. | Dragadiddle                                    |          | Un dragadiddle es un paradiddle en el que la primera nota es un drag. | No incluido                                                      |
| 36. | Drag Paradiddle n.º 1                          |          | El drag paradiddle n.º 1 consiste en una nota acentuada seguida de un paradiddle con una apoyatura de drag en la primera nota.                                                          | N.º 22 (noveno del segundo grupo de rudimentos)                  |
| 37. | Drag Paradiddle n.º 2                          |          | El segundo drag paradiddle consiste en dos notas acentuadas seguidas por un paradiddle, con apoyaturas de drag en la segunda nota acentuada y la primera nota del paradiddle.           | N.º 23 (décimo del segundo grupo de rudimentos)                  |
| 38. | Ratamacue sencillo (Single Ratamacue)          |          | Un ratamacue consiste en cuatro notas; la primera tiene una apoyatura de drag y la cuarta es acentuada.                                                                                 | N.º 12                                                           |
| 39. | Ratamacue Doble                                |          | Un ratamacue doble consiste en un ratamacue sencillo precedido de un drag. | N.º 26 (decimotercero y último del segundo grupo de rudimentos). |
| 40. | Ratamacue Triple                               |          | Un ratamacue triple consiste en un ratamacue sencillo al que preceden dos drags. | N.º 13                                                           |

## Rudimentos híbridos
A lo largo de los años se han identificado y nombrado de modo informal muchos otros rudimentos, aunque muchos de ellos lo han sido con base en los cuarenta originales. Se conocen habitualmente como "rudimentos híbridos". Algunos ejemplos de los más conocidos serían el Herta, que es un drag ejecutado alternando los golpes, el Cheese, un diddle con una apoyatura, y el Eggbeater, una especie de tresillo con cinco golpes (DDDII" o IIIDD); incluso esos propios híbridos han dado pie a otros aún más innovadores  y difíciles, como el Cheese Invert (un flam invertido con cheeses en vez de flams) o el Diddle-Egg-Five (un paradiddle-diddle seguido de un eggbeater y dos diddles, uno con cada mano.